# Emil Sitoci
Emil Sitoci (Ede, 17 mei 1985) is een Nederlands professioneel worstelaar, die vooral internationaal actief is in landen als Duitsland, Engeland, Frankrijk, en de Verenigde Staten.

## Sport
Sitoci is zijn sportcarrière begonnen als judoka, voordat hij overstapte op turnen. Hierbij deed hij mee aan diverse Nederlandse kampioenschappen, maar wist geen medailles te winnen. Op zijn zestiende werd Sitoci actief in MMA (grappling) en Pro Wrestling, waarbij hij diverse titels op zijn naam heeft gekregen. Tevens is Sitoci de eerste Nederlandse worstelaar die te zien geweest is bij de WWE, zowel bij WWE Raw als WWE SmackDown, waar hij op televisie een aanvaring kreeg met Kane. In oktober 2011, werd Sitoci gecast voor het Wrestling Revolution Project, een televisieproductie uit Hollywood.
In een house show van SmackDown op 6 november 2012 in Birmingham, maakte Sitoci als eerste Nederlander zijn officiële debuut in een WWE-ring en hij verloor de dark match van voormalig wereldkampioen Jack Swagger.
Op dit moment is Sitoci vooral actief in Japan voor de organisatie van voormalig WWE-ster Yoshihiro Tajiri, waar hij ongeslagen is.

## Televisie
In 2008 won hij het realityprogramma "Hollandse Krijgers", waarbij hij acht weken lang bij Afrikaanse stammen leefde en lokale sporten beoefende. Ook is hij te gast geweest bij programma's als Rat van Fortuin en de MaDiWoDoVrijdagshow. Sitoci maakte zijn acteerdebuut in 2010 bij Kinderen Geen Bezwaar. In 2012 was Sitoci de centrale figuur in een aflevering van De wereld van Beau, waarbij hij werd omschreven als "De beste worstelaar van Nederland". In deze aflevering traint hij presentator Beau van Erven Dorens voor diens debuut in de ring. Sitoci heeft een master-opleiding Film- en Televisiewetenschap afgerond aan de Universiteit Utrecht. Begin 2013 heeft hij achter de schermen werk verricht als redacteur voor het BNN programma Proefkonijnen. In 2014 was Sitoci te zien in het door John de Mol bedachte realityprogramma Utopia. In 2019 was Sitoci te zien in de Nederlandse bioscoopdocumentaire Ring of Dreams.

## In het worstelen
- Finishers
  - Fujiwara armbar
  - Snapmare driver
  - Split-legged moonsault
  - Corkscrew Tombstone piledriver
- Signature moves
  - Fireman's carry gutbuster
- Opkomstnummers
  - "Sex Type Thing" van Stone Temple Pilots
- Bijnamen
  - "Untamable"
  - "The Tremendous One"
  - "Le Voltigeur Hollandais"